# QV11
QV 11 est un des tombeaux situé dans la vallée des Reines, dans la nécropole thébaine, sur la rive ouest du Nil face à Louxor en Égypte.

## Description
QV 11 est une tombe anonyme datant de la XVIIIe dynastie, constituée d'un escalier qui relie la surface avec une chambre, en schiste argileux particulièrement fissuré, reliée à QV 12. Elle possède deux puits creusés dans le sol, dont un est étayé par du bois.
Une équipe du CNRS y a mis au jour quatre vases canopes, ainsi que quarante-huit fragments de momies, trente-trois crânes, vingt-cinq mandibules et des os d'au moins cent dix-sept adultes et vingt-neuf enfants. En décembre 2010, une équipe conjointe du CNRS et du CSA y a découvert des tessons de poterie, du plâtre et du bois.

## Histoire
Elle a été réutilisée durant la Troisième Période intermédiaire. Elle est explorée par Elizabeth Thomas puis en 1985 par une équipe franco-égyptienne.